# Valea Mare (okręg Caraș-Severin)
Valea Mare – wieś w Rumunii, w okręgu Caraș-Severin, w gminie Fârliug. W 2011 roku liczyła 137 mieszkańców. 